# Ronnie Claire Edwards

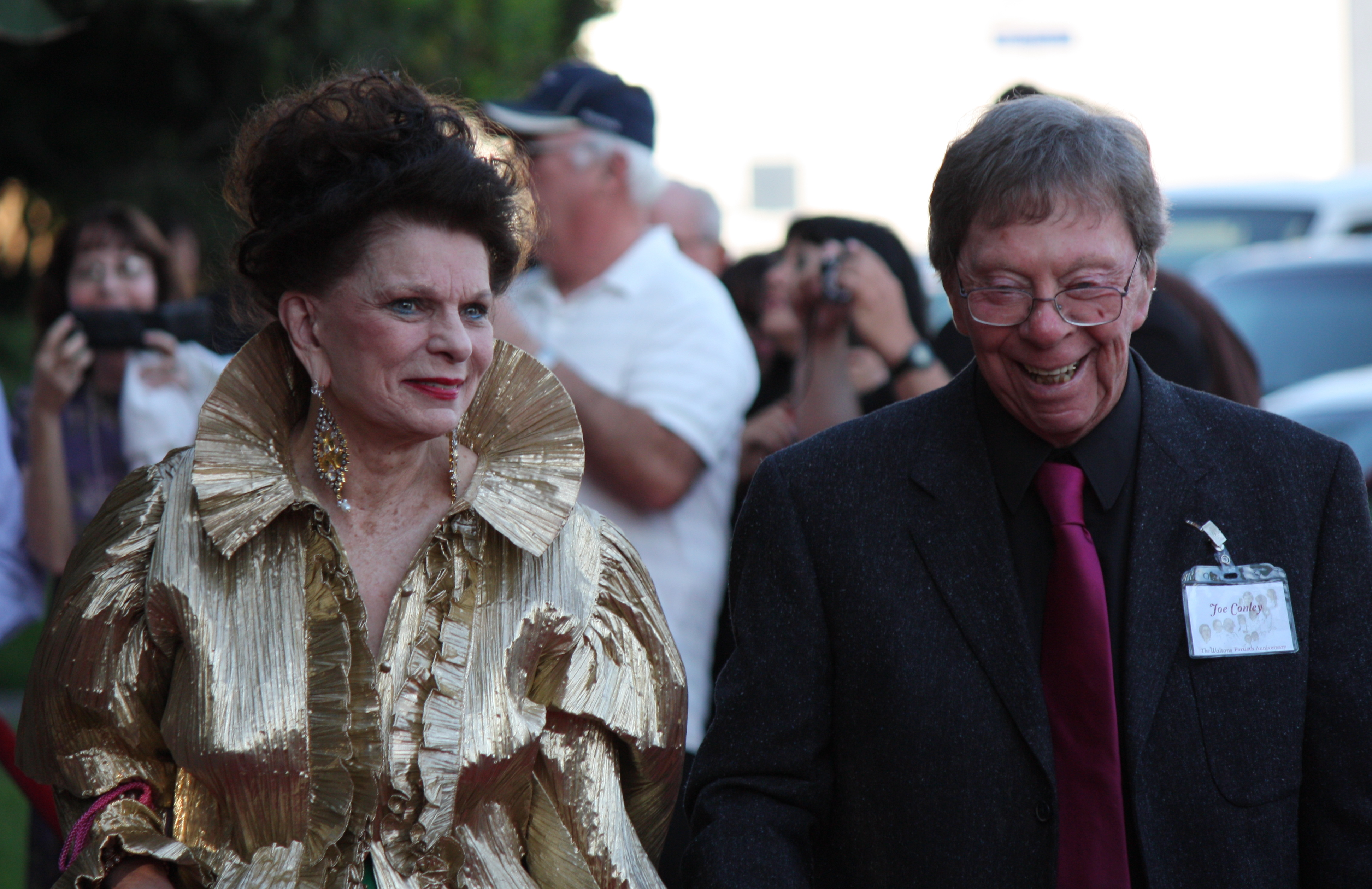
Ronnie Claire Edwards und Joe Conley beim 40-jährigen Jubiläum von Die Waltons (2012)

Ronnie Claire Edwards (* 9. Februar 1933 in Oklahoma City, Oklahoma; † 14. Juni 2016 in Dallas, Texas) war eine US-amerikanische Schauspielerin. Sie begann ihre professionelle Karriere im Jahre 1963.

## Karriere
Bekannt wurde Edwards vor allem durch ihre Rollen in den Fernsehserien Die Waltons (1975–1981) als Corabeth Godsey, Sara (1985) als Helen Newcomb, Der Denver-Clan (1985) als Schwester Theresa und Just in Time (1988) als Carly Hightower. Nur gelegentlich war sie in Kinofilmen zu sehen. 
Sie hatte ferner Gastauftritte in mehreren Serien, unter anderem 1984 in Dallas als Lydia, 1985 in Falcon Crest als Maxie McCoy, 1988 in Mord ist ihr Hobby als Sylvia McMasters, 1987 und 1989 in Mann muss nicht sein als Ione Frazier und 1994 in Raumschiff Enterprise – Das nächste Jahrhundert als Talur in der Episode Radioaktiv. Zuletzt trat sie im Fernsehen 2007 in Erscheinung.

## Filmografie (Auswahl)
- 1975–1981: Die Waltons (The Waltons, Fernsehserie, 107 Folgen)
- 1976: Mein Freund, der Roboter (Future Cop, Fernsehserie, eine Folge)
- 1979: Fünf Tage bis nach Hause (Five Days from Home)
- 1984: Dallas (Fernsehserie, eine Folge)
- 1985: Falcon Crest (Fernsehserie, eine Folge)
- 1985: Sara (Fernsehserie, 13 Folgen)
- 1985: Der Denver-Clan (Dynasty, Fernsehserie, zwei Folgen)
- 1987, 1989: Mann muss nicht sein (Designing Women, Fernsehserie, zwei Folgen)
- 1988: Just in Time (Fernsehserie, sechs Folgen)
- 1988: Mord ist ihr Hobby (Murder, She Wrote, Fernsehserie, eine Folge)
- 1988: Das Todesspiel (The Dead Pool)
- 1994: Raumschiff Enterprise – Das nächste Jahrhundert (Star Trek: The Next Generation, Fernsehserie, eine Folge)
- 1994: 8 Seconds – Tödlicher Ehrgeiz (8 Seconds)